# Alex Nuttall
Pour les articles homonymes, voir Nuttall.
Alex Nuttall (né le 10 août 1985) est un homme politique canadien en Ontario. Il représente la circonscription fédérale ontarienne de Barrie—Springwater—Oro-Medonte à titre de député conservateur de 2015 à 2019.

## Biographie
Né à Liverpool en Angleterre, Nuttall travaille dans l'industrie des services financiers avant de devenir conseiller municipal de la ville de Barrie dans le district 10 en 2006. Réélu en 2010 avec 82,7 % des votes, il ne se représente pas en 2014.

### Politique provinciale
Visant la nomination progressiste-conservatrice dans la circonscription provinciale de Barrie en vue des élections provinciales de 2011, il voit sa campagne ternie par une affaire d'irrégularités dans le recrutements de membre. Après une enquête interne, il est autorisé à poursuivre sa campagne, mais pour des raisons éthiques, le président de l'association de la circonscription, Fred Hamelin, décide de démissionner. Nuttall échoue finalement face à Rob Jackson (en) qui sera élu député.

### Politique fédérale
Élu député conservateur de Barrie—Springwater—Oro-Medonte en 2015, il occupe les rôles de critique de l'opposition pour le Développement économique du sud de l'Ontario, d'Innovation, Sciences et Développement économique, d'Économie collaborative et de Jeunesse, Sports et Personnes souffrant de handicap,,. Il ne se représente pas en 2019.